# Indoreonectes
Indoreonectes — рід риб родини немахейлових (Nemacheilidae).
Спочатку був запропонований як підрід роду Oreonectes  Günther, 1868, але згодом був визнаний окремим родом.
Рід було діагностовано на підставі комбінації таких ознак: ніздрі щільно прилягають одна до одної, задня розташована на відстані від ока; бічна лінія наявна, коротка; довжина носових вусиків змінна; задня частина плавального міхура рудиментарна; забарвлення складається із смуг на боках тіла.
Представники роду є ендеміками півострівної частини Індії. Поширені на південь від гірського хребта Сатпура (англ. Satpura Range).
Рід Indoreonectes включає такі види:
- Indoreonectes evezardi  (Day 1872)
- Indoreonectes keralensis  (Rita & Nalbant 1978)
- Indoreonectes neeleshi  Kumkar, Pise, Gorule, Verma & Kalous 2021
- Indoreonectes rajeevi  Kumkar, Pise, Gorule, Verma & Kalous 2021
- Indoreonectes telanganaensis  Prasad, Srinivasulu, Srinivasulu, Anoop & Dahanukar 2020